# Ernst Schreder
Ernst Schreder (* 21. Juni 1892 in Metz; † 6. Dezember 1941 in Königsberg) war ein deutscher Offizier, zuletzt postum Generalmajor der Wehrmacht.

## Leben
Ernst Schreder trat am 24. Oktober 1910 als Fahnenjunker in die Armee ein und wurde am 16. Juni 1912 mit Patent zum 17. Juni 1910 im Infanterie-Regiment 132 zum Leutnant befördert. Anschließend nahm er als Offizier am Ersten Weltkrieg teil. Am 18. Oktober 1919 schied er aus der Armee aus und wechselte in den Polizeidienst.
Am 16. März 1936 wurde er als Oberstleutnant mit Patent zum 1. Juni 1935 in die Wehrmacht übernommen. Ab 3. November 1938 war er, nachdem er am 1. November 1938 Oberst geworden war, Kommandeur des Infanterie-Regiments 22 (Gumbinnen) bei der 1. Infanterie-Division, welches er über den Beginn des Zweiten Weltkriegs hinaus führte. Vom 5. Oktober 1940 war er anschließend für nur sechzehn Tage Kommandeur des für die 121. Infanterie-Division neu aufgestellten Infanterie-Regiments 405. Erst am 17. Januar 1941 erhielt er wieder ein Kommando, diesmal über das Infanterie-Regiment 254 bei der 110. Infanterie-Division, welches in der Folge an der Ostfront kämpfte. Dort wurde er am 3. Oktober 1941 schwer verletzt und musste das Kommando abgeben.
Schreder erlag am 6. Dezember 1941 in der Nähe von Königsberg seinen Verwundungen.
Am 19. Dezember 1941 erhielt er postum das Deutsche Kreuz in Gold verliehen. Ebenso erfolgte am 20. April 1943 mit Patent zum 1. Dezember 1941 seine Beförderung zum Generalmajor.